# Yingkou
Yingkou, tidigare känd som Newchwang, är en stad på prefekturnivå i Liaoning-provinsen i Folkrepubliken Kina.
Staden är en hamnstad som vetter mot Bohaibukten och Liaofloden flyter också genom Yingkou.

## Historia
Staden öppnades för handel som fördragshamn 1864 enligt fördraget i Tianjin 1858 och var länge känd under ett alternativt namn, Newchwang (kinesiska: 牛庄; pinyin: Niúzhuāng; manchuiska: Ishangga gašan hoton).
I en kalkstensgrotta nära byn Sitian hittades 1984 fossil av Jinniushanmänniskan som levde cirka 260 000 år före vår tid.

## Administrativ indelning
Staden är indelad i fyra stadsdistrikt och två städer på häradsnivå:
| Karta | Karta                    | Karta     | Karta         | Karta                    | Karta     | Karta                      |
| ----- | ------------------------ | --------- | ------------- | ------------------------ | --------- | -------------------------- |
|       |                          |           |               |                          |           |                            |
| Nr    | Namn                     | Kinesiska | Pinyin        | Befolkning (2003 uppsk.) | Yta (km²) | Befolknings- täthet (/km²) |
| 1     | Stadsdistriktet Zhanqian | 站前区    | Zhànqián qū   | 260 000                  | 70        | 3 714                      |
| 2     | Stadsdistriktet Xishi    | 西市区    | Xīshì qū      | 160 000                  | 20        | 8 000                      |
| 3     | Stadsdistriktet Bayuquan | 鲅鱼圈区  | Bàyúquān qū   | 300 000                  | 268       | 1 119                      |
| 4     | Stadsdistriktet Laobian  | 老边区    | Lǎobiān qū    | 130 000                  | 306       | 426                        |
| 5     | Staden Dashiqiao         | 大石桥市  | Dàshíqiáo shì | 720 000                  | 1 379     | 522                        |
| 6     | Staden Gaizhou           | 盖州市    | Gàizhōu shì   | 730 000                  | 2 928     | 249                        |